# 角動量圖
在量子力學以及其應用如多體問題、量子化學等領域中，角動量圖是一種圖形表示法，用以代表一量子系統的角動量量子態，使得相關計算能以符號形式推演。此方法的箭號將角動量態與狄拉克符號連結。
此方法是由立陶宛物理學家阿朵發斯‧朱西斯於20世紀發明。在量子力學以及量子場論領域中，形似的符號表示法尚有費曼圖與潘洛斯圖形符號。這些圖樣包含有箭頭與頂點，有些還有量子數的標記。

## 狄拉克符號與朱西斯角動量圖的等價

### 角動量量子態
單一粒子帶有總角動量量子數j與總磁量子數m = j, j − 1, ..., −j + 1, −j，其量子態向量以狄拉克符號的右矢（Ket）標記為|j, m⟩，其圖形則為單箭頭的箭號。有一相對應的左矢（Bra）為⟨j, m|，其圖形為雙箭頭的箭號，指向與右矢相反。
例子中
- 量子數j、m常標記在箭頭附近，以表示特定的角動量量子態，
- 箭頭常在線段的中間
- 等號"="置於等價的圖樣之間，如同相應的代數運算。

最基本的左矢與右矢圖形符號為：
箭號指向頂點或從頂點指出，分別為
- 標準表象（standard representation）以一條離開頂點的指向線段表示，
- 反標準表象（contrastandard representation）則是以一條進入頂點的指向線段表示。

箭號一個一個相接續。在反標準表象中，採用時間反轉算符T。T算符是么正的，也就是其厄米伴算符T†等於其反算符T−1，即T† = T−1。其作用在位置算符時，結果保持不變：
{\displaystyle T{\hat {\mathbf {x} }}T^{\dagger }={\hat {\mathbf {x} }}}
線動量算符則變為負值：
{\displaystyle T{\hat {\mathbf {p} }}T^{\dagger }=-{\hat {\mathbf {p} }}}
自旋算符也變為負值：
{\displaystyle T{\hat {\mathbf {S} }}T^{\dagger }=-{\hat {\mathbf {S} }}}
既然軌域角動量算符L = x × p，在T算符作用後也會變為負值：
{\displaystyle T{\hat {\mathbf {L} }}T^{\dagger }=-{\hat {\mathbf {L} }}}
也因此總角動量算符J = L + S也變為負值：
{\displaystyle T{\hat {\mathbf {J} }}T^{\dagger }=-{\hat {\mathbf {J} }}}
作用在角動量算符本徵態|j, m⟩，可得：（見註釋）
{\displaystyle T\left|j,m\right\rangle \equiv \left|T(j,m)\right\rangle ={(-1)}^{j-m}\left|j,-m\right\rangle }
時間反轉的圖形符號為：
將頂點標記在正確位置相當重要，否則正向時間與反向時間的算符會相互混淆。

### 內積

內積縮併計算

狀態|j1, m1⟩與狀態|j2, m2⟩的內積：
{\displaystyle \langle j_{2},m_{2}|j_{1},m_{1}\rangle =\delta _{j_{1}j_{2}}\delta _{m_{1}m_{2}}}
相應的圖形符號為：
將內積加總，也就是縮併的計算：
{\displaystyle \sum _{m}\langle j,m|j,m\rangle =2j+1}
習慣上會以一封閉圓來表示，並且標上j：

### 外積
狀態|j1, m1⟩與狀態|j2, m2⟩的外積是一算符：
{\displaystyle \left|j_{2},m_{2}\right\rangle \left\langle j_{1},m_{1}\right|}
相對應的圖形符號為：
將外積加總，也就是縮併的計算：
{\displaystyle {\begin{aligned}\sum _{m}|j,m\rangle \langle j,m|&=\sum _{m}|j,-m\rangle \langle j,-m|\\&=\sum _{m}{(-1)}^{2(j-m)}|j,-m\rangle \langle j,-m|\\&=\sum _{m}{(-1)}^{j-m}|j,-m\rangle \langle j,-m|{(-1)}^{j-m}\\&=\sum _{m}T|j,m\rangle \langle j,m|T^{\dagger }\end{aligned}}}
時間反轉算符T的結果可見於上式T|j, m⟩。對外積縮併計算來縮，正向時間與反向時間沒有差別，因此圖形符號表示是相同的，皆為一無指向的線段，其上僅標示j：

外積縮併計算

### 張量積
n狀態|j1, m1⟩, |j2, m2⟩, ... |jn, mn⟩的張量積⊗可寫為：
{\displaystyle {\begin{aligned}\left|j_{1},m_{1},j_{2},m_{2},...j_{n},m_{n}\right\rangle &\equiv \left|j_{1},m_{1}\right\rangle \otimes \left|j_{2},m_{2}\right\rangle \otimes \cdots \otimes \left|j_{n},m_{n}\right\rangle \\&\equiv \left|j_{1},m_{1}\right\rangle \left|j_{2},m_{2}\right\rangle \cdots \left|j_{n},m_{n}\right\rangle \end{aligned}}}
圖形符號則呈扇形——n項個別態的線段匯聚於一共同頂點。
頂點附近標有一正負號，以表示張量積的順序：
- 負號(−)表示順序為順時針走向{\displaystyle \circlearrowright }，
- 正號(+)表示順序為逆時針走向{\displaystyle \circlearrowleft }.

有時候會在正負號之外，加上彎箭頭來表示上述的走向。
兩張量積態的內積：
{\displaystyle {\begin{aligned}&\left\langle j'_{n},m'_{n},...,j'_{2},m'_{2},j'_{1},m'_{1}|j_{1},m_{1},j_{2},m_{2},...j_{n},m_{n}\right\rangle \\=&\langle j'_{n},m'_{n}|...\langle j'_{2},m'_{2}|\langle j'_{1},m'_{1}||j_{1},m_{1}\rangle |j_{2},m_{2}\rangle ...|j_{n},m_{n}\rangle \\=&\prod _{k=1}^{n}\left\langle j'_{k},m'_{k}|j_{k},m_{k}\right\rangle \end{aligned}}}

### 延伸閱讀
- G.W.F. Drake.  2nd. springer. 2006: 60  [2015-03-18]. ISBN 0-3872-6308-X. （原始内容存档于2015-04-09）.

- U. Kaldor, S. Wilson. . Progress in Theoretical Chemistry and Physics 11. springer. 2003: 183  [2015-03-18]. ISBN 1-4020-1371-X. （原始内容存档于2015-04-11）.

- E.J. Brändas, P.O. Löwdin, E. Brändas, E.S. Kryachko.  3. Springer. 2004: 385  [2015-03-18]. ISBN 1-402-025-831. （原始内容存档于2015-04-07）.

- P. Schwerdtfeger. . Theoretical and Computational Chemistry 14. Elsevier. 2004: 97  [2015-03-18]. ISBN 008-054-047-3. （原始内容存档于2015-04-07）.

- M. Barysz, Y. Ishikawa. . Challenges and advances in computational chemistry and physics 10. Springer. 2010: 311  [2015-03-18]. ISBN 1-402-099-754. （原始内容存档于2015-04-06）.

- G.H.F. Diercksen, S. Wilson. . Nato Science Series C 113. Springer. 1983  [2015-03-18]. ISBN 9-027-716-382. （原始内容存档于2015-04-10）.

- Zenonas Rudzikas. . . Cambridge Monographs on Atomic, Molecular and Chemical Physics 7. University of Chicago: Cambridge University Press. 2007  [2015-03-18]. ISBN 0-521-026-229. （原始内容存档于2015-04-05）.

- Lietuvos Fizikų draugija.  44. University of Chicago: Draugija. 2004  [2015-03-18]. （原始内容存档于2014-08-19）.

- P.E.T. Jorgensen. . University of Chicago: Elsevier. 1987  [2015-03-18]. ISBN 008-087-258-1. （原始内容存档于2015-04-10）.